# Arne Halse
Arne Halse (20 de octubre de 1887 - 3 de julio de 1975) fue un atleta noruego especializado en las diferentes formas de lanzamiento de jabalina. Representó a Trondhjems IF y después SK Brage, ambos en Trondheim.
En los Juegos Olímpicos intercalados de 1906, terminó séptimo en lanzamiento de jabalina estilo libre. En los Juegos Olímpicos de Londres 1908, que ganó una medalla de plata en lanzamiento de jabalina normal, una medalla de bronce en el estilo libre y terminó quinto en lanzamiento de peso. En los Juegos Olímpicos de Estocolmo 1912, terminó séptimo en lanzamiento de jabalina regular y quinto en el lanzamiento de jabalina a dos manos.
Se convirtió en campeón de Noruega en lanzamiento de jabalina en 1905-1907 y 1909, y en lanzamiento de peso en 1906-1907 y 1909.